# Limithana
Limithana (nep. लिमिठाना) – gaun wikas samiti w zachodniej części Nepalu w strefie Dhawalagiri w dystrykcie Parbat. Według nepalskiego spisu powszechnego z 2001 roku liczył on 355 gospodarstw domowych i 1708 mieszkańców (948 kobiet i 760 mężczyzn).